# Mistrzostwa Polski w Kolarstwie Szosowym 2012
Mistrzostwa Polski w kolarstwie szosowym 2012 odbyły się w dniach 20–24 czerwca 2012 roku w Jędrzejowie i Sędziszowie.

## Wyniki
| Konkurencja:                                                          | Złoto:                                                       | Wynik        | Srebro:                                                | Wynik        | Brąz:                                                           | Wynik        |
| jazda ind. na czas juniorek (16 km) (20.06.2012)                      | Magdalena Plich BDC Kolejarz-Jura Czestochowa                | 24.31 min    | Katarzyna Niewiadoma WLKS Krakus BBC Czaja             | 24.34 min    | Alicja Ratajczyk UKS Jedynka Limaro Kórnik                      | 24.37 min    |
| jazda ind. na czas juniorów (25 km) (20.06.2012)                      | Szymon Rekita LKK Warmia Biskupiec                           | 32.49 min    | Przemysław Kasperkiewicz KTK Kalisz                    | 33.15 min    | Wojciech Sykała GKS Tarnovia Tarnowo Podgórne                   | 33.21 min    |
| jazda ind. na czas orliczek (25 km) (21.06.2012)                      | Paula Gorycka 4F E-Vive Racing Team                          | 35.52 min    | Monika Żur 4F E-Vive Racing Team                       | 36.28 min    | Daria Fabiszak BCM Nowatex Uzdrowisko Dąbki Ziemia Darłowska    | 36.29 min    |
| jazda ind. na czas kobiet (25 km) (21.06.2012)                        | Martyna Klekot BDC Kolejarz-Jura Częstochowa                 | 35.40 min    | Paula Gorycka 4F E-Vive Racing Team                    | 35.52 min    | Eugenia Bujak GK Żyrardów                                       | 35.58 min    |
| jazda ind. na czas młodzieżowców (38 km) (21.06.2012)                 | Kamil Gradek GKS Cartusia Kartuzy                            | 24.05 min    | Paweł Bernas GKS Cartusia Kartuzy                      | 24.24 min    | Łukasz Wiśniowski TKK Pacific Toruń                             | 24.39 min    |
| jazda ind. na czas elity mężczyzn (50 km) (21.06.2012)                | Maciej Bodnar Liquigas-Doimo                                 | 1h 03.01 min | Michał Kwiatkowski Omega Pharma-Quick Step             | 1h 03.08 min | Łukasz Bodnar Bank BGŻ                                          | 1h 04.31 min |
| wyścig ind. ze startu wspólnego juniorek (58,8 km) (22.06.2012)       | Karolina Komoś BCM Nowatex Uzdrowisko Dąbki Ziemia Darłowska | 1h 39.05 min | Maria Ziółkowska Integral Sławno                       | 1h 39.05 min | Patrycja Jacyszyn BCM Nowatex Uzdrowisko Dąbki Ziemia Darłowska | 1h 39.05 min |
| wyścig ind. ze startu wspólnego juniorów (137,2 km) (22.06.2012)      | Bartosz Wylamowski TKK Pacific Toruń                         | 3h 19.17 min | Tobiasz Lis LKS Ziemia Opolska                         | 3h 19.17 min | Łukasz Marcinkowski KKS Gostyń                                  | 3h 19.17 min |
| wyścig ind. ze startu wspólnego młodzieżowców (163,5 km) (23.06.2012) | Paweł Poljański GKS Cartusia Kartuzy                         | 3h 57.20 min | Paweł Bernas GKS Cartusia Kartuzy                      | 3h 57.20 min | Łukasz Wiśniowski TKK Pacific Toruń                             | 3h 57.29 min |
| wyścig ind. ze startu wspólnego orliczek (131,8 km) (23.06.2012)      | Katarzyna Karasiewicz ALKS Stal Ocetix-Iglotex Gr.           | 3h 30.25 min | Natalia Mielnik LKS Atom Boxmet Dzierżoniów            | 3h 32.21 min | Paulina Menzińska BCM Nowatex Uzdrowisko Dąbki Ziemia Darłowska | 3h 32.21 min |
| wyścig ind. ze startu wspólnego kobiet (131,8 km) (23.06.2012)        | Katarzyna Pawłowska UKS Jedynka Limaro Kórnik                | 3h 30.25 min | Paulina Brzeźna-Bentkowska LKS Atom Boxmet Dzierżoniów | 3h 30.25 min | Małgorzata Jasińska Mcippolini Giambenni                        | 3h 30.25 min |
| wyścig ind. ze startu wspólnego elity mężczyzn (249 km) (24.06.2012)  | Michał Gołaś Omega Pharma-Quick Step                         | 6h 05.13 min | Tomasz Smoleń Bank BGŻ                                 | 6h 05.13 min | Sylwester Janiszewski CCC Polsat Polkowice                      | 6h 05.13 min |